# هوشنگ ناضمی
هوشنگ ناضمی سیاست‌مدار ایرانی بود، که در دوره بیست و چهارم مجلس شورای ملی به عنوان نماینده مشهد از استان در مجلس شورای ملی حضور داشت.